# جوزف هنابری
جوزف هنابری (انگلیسی: Joseph Henabery؛ ‏ ۱۵ ژانویهٔ ۱۸۸۸ – ۱۸ فوریهٔ ۱۹۷۶) بازیگر، فیلم‌نامه‌نویس و کارگردان اهل ایالات متحده آمریکا بود.
وی کارگردان فیلم‌هایی همچون فروشنده دوره‌گرد، میلیون‌ها دلار بروستر، کبرا، زندگی بزمی و بیگانه بوده‌است.